# Wipert von Blücher (Diplomat)

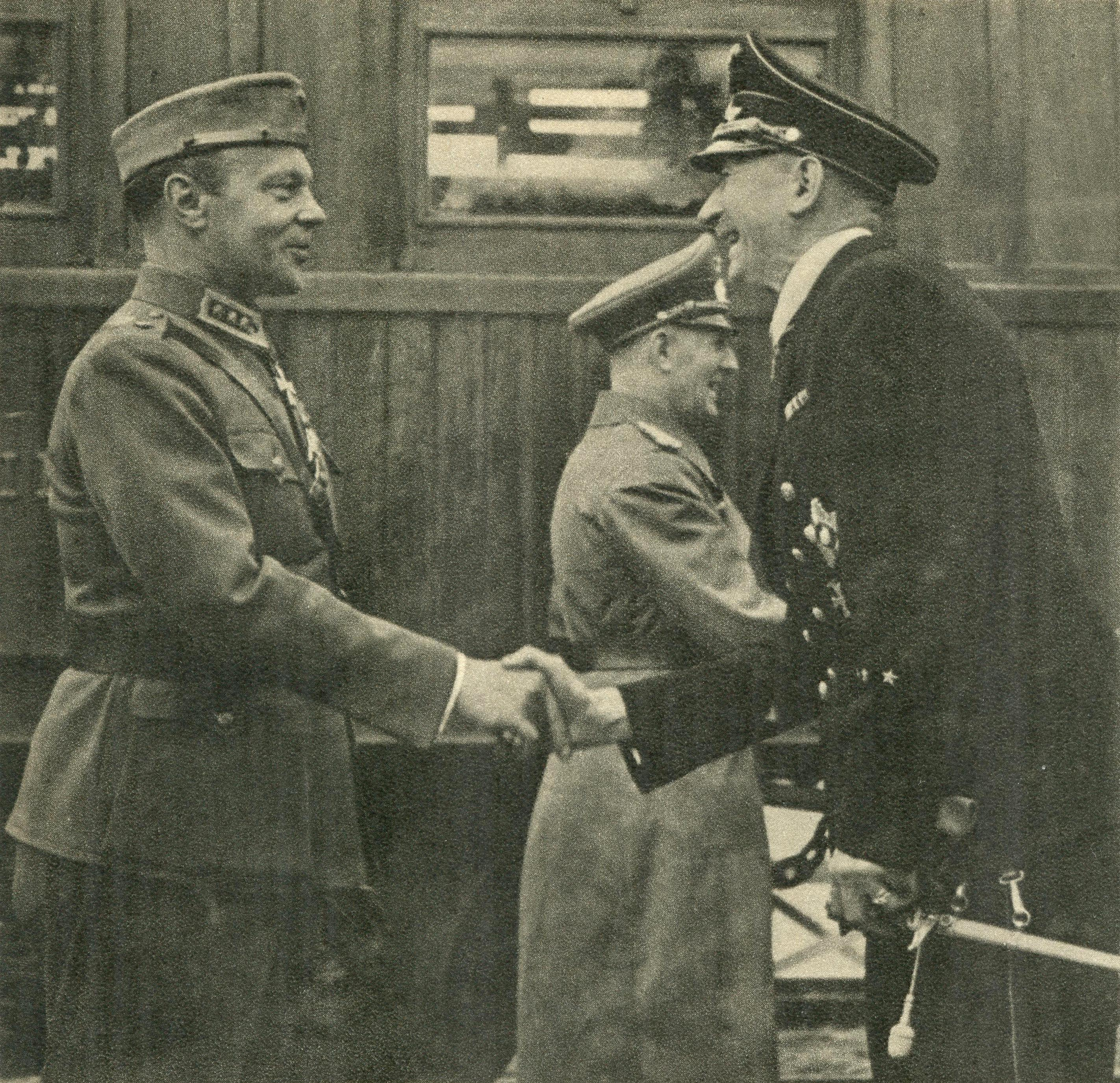
General Axel Erik Heinrichs (links) begrüßt Botschafter Wipert von Blücher in Helsinki. Aufnahme 1942

Wipert von Blücher (* 14. Juli 1883 in Schwerin; † 18. Januar 1963 in Garmisch-Partenkirchen) war ein deutscher Diplomat, der bis 1944 im diplomatischen Dienst des Deutschen Reiches stand und ab 1949 Publizist war.

## Leben und Wirken
Wipert von Blücher war Sohn des mecklenburgischen Finanzministers Ulrich-Vicco von Blücher (1853–1936) und der Ebba von Blücher geb. von Blücher (1862–1935). Die Grundschule besuchte er in Schwerin und wechselte 1893 an das Friderico-Francisceum Gymnasium in Bad Doberan. Mit Beendigung der Obertertia ging er wieder nach Schwerin und legte hier 1900 sein Abitur ab. Im gleichen Jahr wandte er sich dem Jurastudium in Heidelberg, Berlin, München und Rostock zu. 1902  wurde er im Corps Vandalia Heidelberg recipiert. Seine juristischen Staatsprüfungen erfolgten 1906 und 1910. 1906/07 leistete er als Einjährig-Freiwilliger beim 2. Großherzoglich Mecklenburgisches Dragoner-Regiment Nr. 18 in Parchim seinen Militärdienst ab.
Wipert von Blücher trat 1911 in den diplomatischen Dienst des Auswärtigen Amtes in Berlin ein und wurde 1913 als Vizekonsul nach Marokko entsandt. Am Ersten Weltkrieg nahm er als Reserveoffizier teil. 1916 war er in diplomatischem Auftrag kurzzeitig in Persien. Seiner Wiedereinstellung in das Auswärtige Amt 1918 folgte die Ernennung zum Legationsrat und „ständigen Hilfsarbeiter“ im Jahre 1920. Sein Verständnis für die Außenpolitik in dieser Zeit war geprägt von den ersten Erfahrungen der traditionellen spätwilhelminischen Diplomatie. Bezogen auf die Entwicklungen nach dem Zusammenbruch des kaiserlichen Deutschlands hatte er tiefgehende Vorbehalte gegen die Weimarer Demokratie und ein ausgeprägtes antirepublikanisches Ethos. Im Frühjahr 1922 wirkte Wipert von Blücher als junger Beamter im Auswärtigen Amt am Zustandekommen des Vertrags von Rapallo zwischen Deutschland und der Sowjetunion mit. Weitere Stationen waren 1922 Gesandtschaftsrat in Stockholm und 1926 Botschaftsrat in Buenos Aires, Argentinien. Von Oktober 1929 bis 1931 arbeitete er wieder im Auswärtigen Amt in Berlin. In diesen Jahren gelang es ihm, sich eine geachtete Stellung bei seinen Vorgesetzten und Kollegen zu erarbeiten, die vor allem von seiner klaren Haltung und seinem außenpolitischen Credo, im traditionellen Sinne der Staatsräson verpflichtet zu sein, geprägt war. Durch einzelne Führungskräfte des Auswärtigen Amtes wie Rudolf Nadolny (1873–1953), den späteren Reichsminister des Äußeren Constantin von Neurath (1873–1956), den späteren Staatssekretär des Auswärtigen Amtes Ernst von Weizsäcker (1882–1951), mit dem ihn bereits seit 1922 eine enge persönliche Beziehung verband, erhielt er entsprechende Protektion. Das war vor allem aus den spezifischen Bedingungen des immer wieder über mehrere Jahre andauernden Auslandsaufenthaltes durch seine Tätigkeit an den einzelnen Gesandtschaften von Wichtigkeit.
1931 folgte die Ernennung Wipert von Blüchers zum Gesandten in Teheran. Hier löste er Friedrich-Werner Graf von der Schulenburg (1875–1944) ab, der nach Bukarest versetzt wurde. Die Zeit der Geschäftsübergabe in Teheran war von einem Zwischenfall überschattet, der die Beziehungen zwischen Deutschland und dem Iran stark belastete. Am Tag vor seinem Eintreffen im Iran war in der Münchner Illustrierten Presse ein Artikel von Leo Matthias über Reza Schah Pahlavi erschienen, der den Titel „Der Kaiser ohne Herkunft“ trug und in dem „erweislich falsche Informationen“ enthalten waren. Dieser Artikel war eine „schwere Verleumdungen eines fremden Souveräns“. Der iranische Gesandte in Berlin wurde umgehend abberufen und die iranische Gesandtschaft auf unbestimmte Zeit geschlossen. Von Blücher ließ man im Gegenzug mehrere Wochen auf seine Akkreditierung warten. Trotz intensiver Bemühungen gelang es ihm nicht, das angespannte Verhältnis zwischen Deutschland und dem Iran wesentlich zu verbessern. Im Jahre 1935 wurde von Blücher schließlich aus Teheran abberufen und nach Helsinki versetzt.
Noch während seines Aufenthaltes in Teheran waren in Deutschland gravierende politische Veränderungen vor sich gegangen. Am 30. Januar 1933 war mit der Ernennung Adolf Hitlers zum Reichskanzler ein Wendepunkt eingetreten. Der Weimarer Republik folgte ein Unrechtssystem, dessen zerstörerische Politik von Beginn an den seit 1918 bestehenden Rechts- und Verfassungsstaat hinwegfegte. Für Wipert von Blücher, der über 3.500 km von Berlin entfernt wirkte und viele der eingetretenen Veränderungen eher „gefiltert“ wahrnahm, war das kein fühlbarer Bruch mit den vorangegangenen Präsidialdiktaturen. Er hatte etwas Argwohn und bewegte sich Anfangs in leicht "widerwilliger Loyalität" zur neuen Führung in Deutschland. Doch bereits unmittelbar nach der Machtergreifung sah sich Wipert von Blücher zeitweilig heftiger Kritik einzelner Nationalsozialisten oder auch durch NS-Parteizellen ausgesetzt. In Helsinki löste er dann 1935 den Gesandten Dr. Hans Büsing (1880–1941) ab. Aber auch dort erfolgten Denunziationen gegen ihn durch NS-orientierte Auslandsdeutsche. Der Grundtenor ging in die Richtung, dass es sich bei ihm um einen "weltfremden" Diplomaten alter Schule handele, dem jedes Verständnis für die angebrochene nationalsozialistische Neuordnung Deutschlands fehle. Doch ganz im Gegensatz gelang es Wipert von Blücher, eine außenpolitische Position mit Finnland herzustellen, die fast Modellcharakter trug. Er baute die bilateralen Kirchenbeziehungen und die Netzwerke zu konservativen Kräften in Politik- und Militärbereichen weiter aus, stabilisierte Kunst- und Kulturbeziehungen, richtete aber seine Aktivitäten auch darauf, die Einflussnahme der NSDAP und ihrer Organisationen auf die finnische Bevölkerung einzugrenzen. Das war schon ein deutlicher Unterschied zur verordneten Außenpolitik. Von Blücher konnte sich aber dennoch durch die Rückendeckung einzelner Führungskräfte der Zentrale in Berlin im Amt halten. Diese Fürsprecher waren vor allem der Reichsminister des Äußeren Constantin von Neurath selbst und der spätere Staatssekretär Ernst von Weizsäcker. Ungeachtet der registrierten Beschwerden wurde er 1938 zum Gesandten I.Klasse ernannt.
Aber nach der Übernahme des Amtes des Reichsministers durch Joachim von Ribbentrop (1893–1946) im Februar 1938 gab es mehrfach Versuche durch diesen, von Blücher aus Helsinki abzuberufen. Auch hier trat Ernst von Weizsäcker für ihn ein. Aber auch den Skandinavienreferenten des Auswärtigen Amtes Werner von Grundherr zu Altenthann und Weiherhaus (1888–1962) wusste er hier an seiner Seite. Was das Handeln aller drei Diplomaten verband, war das "stille Einvernehmen", die NS-Ideologisierung und Radikalisierung der deutschen Außenpolitik in ihren Zuständigkeitsbereichen auszubremsen. Aber es gab noch zwei weitere Diplomaten, deren Auffassungen und Haltungen zum NS-Regime in hoher Übereinstimmung zu der Wipert von Blüchers stand. Das war zum einen Ulrich von Hassell (1881–1944). Beide verband eine fast zwei Jahrzehnte andauernde Freundschaft. Kurz nach seiner Abberufung als Botschafter in Rom fanden zwei intensive Gespräche statt, in deren Ergebnis es zu deutlichen Annäherungen in der Position kam, sich für den Fall des Sturzes des Hitler-Regimes vorbereiten zu müssen. Auch zu dem Botschafter in Moskau Friedrich-Werner Graf von der Schulenburg (1875–1944) verband Wipert von Blücher eine langjährige kollegiale Freundschaft und Übereinstimmung. Beide hatten in der Zentrale des Auswärtigen Amtes eine Zeit lang zusammengearbeitet, Wipert von Blücher übernahm die Gesandtschaft in Teheran als Nachfolger von der Schulenburgs, und besonders in der schwierigen Phase des Winterkrieges 1939/1940 erfolgten intensive Abstimmungen zwischen ihnen, da hierdurch das Verhältnis zwischen Deutschland, Finnland und der Sowjetunion existentiell belastet war. Alle drei Diplomaten einte die Haltung, einer NS-orientierten Ideologisierung und auf Krieg gerichteten deutschen Außenpolitik entgegenzuwirken. Bezogen auf die "NS-Judenpolitik" ging von Blücher sogar noch einen Schritt weiter. Er intervenierte mehrfach gegen einzelne Entscheidungen aus Berlin die jüdische Bevölkerung in Finnland betreffend. Dabei ummantelte er seine deutliche Haltung in dieser Frage mit der Begründung "die deutsche Judenpolitik entfremdet uns innerlich dem finnischen Volk". Ein deutlicher Unterschied in der Haltung Wipert von Blücher zu beiden Diplomaten war jedoch seine Einstellung zu gewaltsamen Umsturzplänen. Ein "Diplomat", so seine Auffassung, darf sich "erst dann auf eine Verschwörung einlassen, wenn er sein ganzes Volk zu Mitverschworenen hat". Ein "Tyrannenmord" entsprach nicht seinen christlichen Werten und war in seiner Haltung zum geleisteten Eid und seinen anerzogenen Auffassungen von Gehorsam nicht annehmbar. Noch in der Nacht des 22. Juli 1944, als erste Nachrichten in der Gesandtschaft von Helsinki zum gescheiterten Attentat gegen Adolf Hitler eintrafen, sah er sich veranlasst, eine Treuebotschaft an das Führerhauptquartier zu senden. Natürlich waren ihm, auch bei seinem Aufenthalt in Helsinki, der ansteigende Verfolgungsdruck von Gestapo und Sicherheitsdienst nicht verborgen geblieben. Und er litt vor allem in den letzten Jahren seiner Gesandtschaftstätigkeit unter starken Gewissenskonflikten "ob ich meinen Dienst fortsetzen könne". Wipert von Blücher hielt sich im Amt des Gesandten Deutschlands bis zum 2. September 1944, dem Tage, an dem Finnland die diplomatischen Beziehungen zu Deutschland abbrach.
Am 15. Juni 1918 heiratete er in Schwerin Gudrun Freiin von Thiele-Winckler (1895–1967). Aus der Ehe gingen 3 Kinder, der Sohn Lüder (1919–1993), die Tochter Ortrun (1920–1977) und der Sohn Gebhard-Hubert (1924–2008) hervor.
Bis zu seinem Tode veröffentlichte von Blücher verschiedene Bücher, in denen er seine Erlebnisse während seiner Dienstjahre schilderte.

## Werke
- 1960: Im Ruhestand. Selbstverlag, Garmisch-Partenkirchen.
- 1958: Am Rande der Weltgeschichte: Marokko, Schweden, Argentinien. Limes Verlag, Wiesbaden.
- 1958: Finnland und die Sowjetunion. In: Osteuropa. 8, (1958), S. 185–186.
- 1954: Finnlands Gesuch um deutsche Hilfe 1918. Die Memoiren Mannerheims berichtigt. In: Außenpolitik. Zeitschrift für internationale Fragen 5 (1954), S. 462–464 (Heft 7).
- 1953: Wege und Irrwege der Diplomatie. Limes Verlag, Wiesbaden.
- 1952: Die Rolle Mannerheims im Zweiten Weltkrieg. In: Osteuropa. 2 (1952), S. 300–302.
- 1951: Die Wege nach Rapallo: Erinnerungen eines Mannes aus dem zweiten Gliede. Limes Verlag, Wiesbaden.
- 1951: Gesandter zwischen Diktatur und Demokratie. Erinnerungen aus den Jahren 1935–1944. Limes Verlag, Wiesbaden.
  - bereits 1950 in Finnland in schwedischer und finnischer Sprache veröffentlicht.
- 1949: Zeitenwende in Iran. Erlebnisse und Beobachtungen. Koehler und Voigtländer, Biberach an der Riss.